# An der Moldau
An der Moldau, op. 366, är en polka-française av Johann Strauss den yngre. Den framfördes första gången den 25 oktober 1874 i Musikverein i Wien.

## Historia
Polkan sattes samman utifrån melodier ur Johann Strauss tredje och mest berömda operett: Läderlappen, som hade premiär den 5 april 1874. Strauss arrangerade sammanlagt sex separata orkesterverk från operettens musik. An der Moldau bygger på musik från akterna II och III i Läderlappen. Polkan börjar med musik från baletten (Nr. 11b) och den bal som prins Orlofsky håller i akt II, i vilken nationaldanser framförs. Balettmusiken ersätts numera i moderna uppsättningar av operetten av annan musik av Strauss eller andra kompositörer. 
För att ackompanjera den "böhmiska" dansen sjunger två kvinnor ur kören en sång med texten "Marianka, komm und tanz' me hier" och det är den melodin som utgör inledningstemat (1A och 1B) till polkan An der Moldau. Materialet till trio-delen (temana 2A och 2B) av polkan återfinns i akt III av operetten: dels "O Fledermaus, o Fledermaus, lass endlich jetzt dein Opfer aus", sjungen av kören i finalen (Nr. 16), dels trion (Nr. 15) "Ein seltsam' Abenteuer ist gestern mir passiert", sjungen av Rosalinde, Alfred och Eisenstein.
Eduard Strauss och Capelle Strauss framförde polkan vid en konsert i Musikverein den 25 oktober 1874. I pressen annonserades verket som Marianka-Polka. Möjligen hade polkan framförts tidigare då verket publicerades redan den 6 september 1874. Märkligt nog förekommer inte verket i orkesterns repertoar. Strauss användning av böhmiska danser i operetten föranledde valet av titel. Referensen till floden Moldau var passande, då det var vid stränderna till denna stora flod (också benämnd som Vltava) som den böhmiska nationaldansen polkan föddes.

## Om polkan
Speltiden är ca 4 minuter och 14 sekunder plus minus några sekunder beroende på dirigentens musikaliska tolkning.
Polkan var ett av sex verk där Strauss återanvände musik från operetten Läderlappen:
- Fledermaus-Polka. Polka, Opus 362
- Fledermaus-Quadrille, kadrilj, Opus 363
- Tik-Tak-Polka, Schenll-Polka, Opus 365
- An der Moldau, Polka-francaise, Opus 366
- Du und Du, Vals, Opus 367
- Glücklich ist, wer vergißt!, Polkamazurka, Opus 368